# Форкия
Фо̀ркия (на италиански: Forchia) е село и община в Южна Италия, провинция Беневенто, регион Кампания. Разположено е на 282 m надморска височина. Населението на общината е 1226 души (към 2010 г.).